# Rajner
Rajner – imię męskie pochodzenia germańskiego (Ragnar), znane w Polsce od średniowiecza. Istnieją liczni święci o tym imieniu.
Rajner imieniny obchodzi 14 stycznia, 11 kwietnia, 4 sierpnia, 1 listopada i 30 grudnia.
Znane osoby noszące imię Rajner:
- Raniero Cantalamessa – włoski teolog katolicki
- Rainer Schüttler – niemiecki tenisista
- Rainier III Grimaldi – 13. książę Monako (1949-2005)
- Rajner Ferdynand Habsburg (1827-1913) – premier Austrii
- Rajner Józef Habsburg (1783-1853) – wicekról lombardzko-wenecki
- Rajner Sycylijski (1883-1973) – książę Obojga Sycylii, książę Castro
- Reiner Knizia – niemiecki projektant gier planszowych